# Корнут Иконијски
Свети Корнут Иконијски је православни хришћански светитељ и мученик.
Православна црква помиње севтог Корнута 12. (25.) септембра.
Био је родом из Иконије из села Сурсала (или Салате). Беше већ сасвим стар када је започео прогон хришћана у време римских царева Деција и Валеријана. Царски гонитељ Периније је дошао у Икомнју, и почео трагати за хришћанима. Хришћани су избегли из града да би се сакрили од гоњења, а престарели епископ Корнут је остао у граду и сам се лично представио Перинију као хришћански епископ и исповеио веру у Исуса Христа. Упитан од Перинија ко је, неустрашиво је одговорио да је хришћанин, да чврсто верује а је Исус Христ једини истинити Бог, и да је идолопоклонство лаж. Мучитељ је наредио да му танким конопцима свежу ноге и да га тако вуку по граду, док сва крв из њега не истекне. Усред тих мука свештеномученик је благодарио Богу. Потом је стављен на нове муке, и на крају посечен мачем.